# Buteo albonotatus
La poiana codafasciata (Buteo albonotatus, Kaup 1847) è un uccello della famiglia degli Accipitridi dell'ordine degli Accipitriformi. In volo assomiglia notevolmente all'avvoltoio collorosso (Cathartes aura), con il quale viene spesso confusa.

## Sistematica
Buteo albonotatus non ha sottospecie, è monotipico.

## Distribuzione e habitat
Questo uccello è diffuso nelle regioni aperte di tutta l'America Centrale e Meridionale (Cile e Uruguay esclusi). Negli Stati Uniti si trova solamente in California, Arizona, Nuovo Messico e Texas, ma qualche volta è stato visto anche in Nevada, Utah, Colorado, Nebraska, Louisiana, Florida e Carolina del Nord. Una volta è stato avvistato perfino in Nuova Scozia (Canada).